# Hidrografija
Hidrografija je uporabna veda, ki se ukvarja z meritvami in opisovanjem fizičnih lastnosti vodnih teles, kot so oceani, morja, jezera in reke, pa tudi z napovedovanjem njihovega spreminjanja za namene uporabe in varnosti človekove aktivnosti v njih in ob njihovih bregovih. Te vključujejo uporabo za transport in vojaške namene, izkoriščanje vodnih virov ter okoljevarstvo. Poglavitna dejavnost je kartiranje plovnih vodnih teles za izdelovanje pomorskih kart, ki vsebujejo informacije o obalah, pa tudi globini dna, tokovih, pristaniščih in drugih pomembnejših objektih na obalah za namene zagotavljanja varnosti plovbe. Z drugimi značilnostmi, kot sta temperatura in kemična sestava vode, se ukvarjata sorodni vedi hidrologija in oceanografija, vendar tudi hidrografski modeli pomembno pripomorejo k napovedovanju stanja svetovnih morij ter ozračja.
Krovna organizacija na tem področju je Mednarodna hidrografska organizacija, ki deluje pod okriljem Združenih narodov. Ta od leta 2005 vsak 21. junij obeležuje kot svetovni dan hidrografije.